# SAIC Motor
SAIC Motor Corporation (indtil 2011 Shanghai Automotive Industry Corporation, 上海汽车工业(集团)总公司|t=上海汽車工業(集團)總公司, forkortet SAIC (Shàngqì)) er en statsejet kinesisk køretøjsfabrikant med hovedsæde i Anting i Shanghai. Moderselskabet er Shanghai Automotive Industry Corporation. Virksomheden blev grundlagt i 1955 og er pr. 2021 med 5,37 millioner solgte biler den største af de fire store kinesiske statsejede bilproducenter.
Selskabet producerer og sælger køretøjer under egne mærker, som Feifan, IM, Maxus, MG, Roewe, Baojun og Wuling (to sidstnævnte under SAIC-GM-Wuling), ligesom SAIC sælger biler i samarbejde med udenlandske bilproducenter i joint ventures som SAIC-Volkswagen (Volkswagen, Škoda og Audi) og SAIC-General Motors (Buick, Chevrolet, Cadillac). I 2021 udgjorde salget af de kinesiske mærker 51% af salget. SAIC Motor er pr. 2021 blandt verdens tre største elbilproducenter.
SAIC har rødder tilbage til grundlæggelsen af den kinesiske automobilindustri i 1940'erne og SAIC var en af de få bilproducenter i perioden under Formand Mao Zedong. Det nuværende SAIC er et resultat af talrige sammenlægninger. Shanghai Internal Combustion Engine Components Company blev grundlagt i december 1955.
SAIC overtog i 2007 Nanjing Automobile, der i 2005 havde købte resterne af den britisk ejede bilindustri i form af MG Rover. Ved købet af MG Rover fulgte produktionsenheder i Longbridge i Storbritannien samt en række varemærker til britiske bilmærker, herunder MG-mærket. Rover-mærket endte dog hos Ford og senere Tata Motors, hvorfor SAIC oprettede mærket Roewe.
SAIC har adskillige datterselskaber inklusiv SAIC Motor Corporation Ltd og HUAYU Automotive Systems Co Ltd

## Mærker
SAIC Motors fremstiller og sælger en række egne mærker, herunder
Baojun, Maxus, MG, Roewe, Wuling, and Yuejin.
Udover SAIC Motors egne mærker indgår SAIC Motor i en række nationale joint ventures, herunder IM og Rising.
SAIC Motor indgår også i joint ventures med udenlandske producenter, bl.a. Volkswagen (Shanghai Volkswagen Automotive) og General Motors (Shanghai General Motors Corporation og SAIC-GM-Wuling Automobile). Biler produceret og solgt af de internationale joint ventures sælges under mærkerne Volkswagen, Skoda og Audi (VW) og Buick og Chevrolet (GM). Iveco, Škoda, og Volkswagen.

## Datterselskaber
SAIC Motor har en rækker datter selskaber, herudner Nanjing Iveco Auto Co Ltd ("New Naveco"), Saic-Iveco Commercial Vehicle Co Ltd,

## Fabrikker
SAIC har fabrikker i Chongqing, Liuzhou, Shanghai, Shenyang, Qingdao og Yantai.
Virksomheden har desuden en fabrik i Storbritannien, Longbridge plant.